# Hela vägen genom livet
Hela vägen genom livet är en sång med text av Oscar Björk efter engelsk förebild och musik av okänt ursprung.

## Publicerad i
- Frälsningsarméns sångbok 1929 som nr 261 under rubriken "Jubel, erfarenhet och vittnesbörd".
- Musik till Frälsningsarméns sångbok 1930 som nr 261.
- Frälsningsarméns sångbok 1968 som nr 383 under rubriken "Erfarenhet och vittnesbörd".
- Frälsningsarméns sångbok 1990 som nr 549 under rubriken "Erfarenhet och vittnesbörd".